# Halat
Halat (perzijsko خلعت, latinizirano: halat, arabsko خِلْعَة, latinizirano: hilat) je dolgo ohlapno vrhnje oblačilo iz svile ali bombaža, pogosto v Srednji in Južni Aziji. Nosijo ga tako moški kot ženske, vendar v različnih slogih.

## Zgodovina
Zgodovinsko gledano so se bogato okrašeni halati nosili kot slovesna oblačila. Halat je pomenil tudi slovesnost podelitve častnega oblačila. Družbeni vidiki oblačila so bili znani v mnogih družbah. Do 19. stoletja je v Britanski Indiji beseda hilat pomenila vsako darilo v denarju ali blagu, ki ga je indijska vlada podelila v zameno za služenje nižje rangiranim knezom, kanom in plemenskim voditeljem. 

## Kulturne različice

### Srednja Azija
Srednjeazijski halati so lahko tanka dekorativna oblačila ali debele dolge halje, ki dobro ščitijo pred vročino in mrazom. 

### Vzhodna Evropa
Hilat je ena od številnih izposojenih besed v ruščini in lahko pomeni različna oblačila. 
V romunščini beseda halat pomeni jutranji plašč, kopalni plašč, haljo, maskirni plašč itd. Podobno oblačilo je v turščini znano kot čapan. 
Hlat (jidiš כלאַט, prečrkovano hlat) so nosili tudi aškenaški judovski moški v vzhodni Evropi pred začetkom 20. stoletja. Hlati so bili dolgi, oprijeti plašči s šal ovratniki in žepi. Izdelani so bili iz bombažne tkanine in namenjeni vsakodnevni rabi. Razkošnejše različice so bile iz žameta ali svile in so se nosile za šabat in druge praznike.
- Moški v halatu in z nargilo (foto: S.M. Prokudina Gorski)
- Turkmenka (foto: S. M. Prokudina Gorski)
- Kirgiška družina v halatih (1911)
- Aleksander Puškin v jutranji halji (1827)
- Turška halja iz Kunstkammerja, zdaj v Sankt Peterburgu

## Sklic
1. ↑  Goldberg-Mulkiewicz, Olga. »Dress«. YIVO Encyclopedia of Jews in Eastern Europe. Pridobljeno 26. julija 2018.

## Dodatno branje
- Stewart Gordon, "Robes of Honour: Khilat in Pre-Colonial and Colonial India". Oxford University Press, 2003, ISBN 0-19-566322-5